# NGC 4168
NGC 4168 ist eine elliptische Galaxie vom Typ E2 und liegt im Virgo-Haufen (Grenzbereich der Sternbilder Jungfrau und Haar der Berenike), die schätzungsweise 99 Millionen Lichtjahre von der Milchstraße entfernt ist. 
Die Galaxie ist unter VCC 0049 als Mitglied des Virgo-Galaxienhaufens gelistet. Entdeckt wurde das Objekt am 8. April 1784 von William Herschel.